# 실버아로와나
실버아로와나(학명: Osteoglossum bicirrhosum) 또는 은빛골설어는 아마존강에 서식하는 물고기이다. 비늘과 지느러미를 비롯한 온 몸의 빛깔이 은백색을 띤다. 점프력이 뛰어나며 식성은 육식성이고 식욕이 좋아 닥치는 대로 먹이를 잡아 먹는다. 사육할 때는 부피가 넉넉한 수조가 요구된다. 입은 머리의 윗부분에 있고 등 지느러미와 꼬리 지느러미가 없다. 수컷은 입 속에 알을 가득 넣고 부화할 때까지 새끼를 보호하는 본능이 있다. 학명 'osteoglossum'은 '뼈 혀'를 의미하고 'bicirrhosum'은 그리스어로부터 '두 개의 바벨'을 의미한다.

## 같이 보기
- 녹미어